# St. Pantaleon-Erla
St. Pantaleon-Erla (auch Sankt Pantaleon-Erla) ist eine Gemeinde mit 2707 Einwohnern (Stand 1. Jänner 2025) im Bezirk Amstetten in Niederösterreich.

## Geographie
St. Pantaleon-Erla liegt an der westlichen Grenze Niederösterreichs im Mostviertel östlich der Mündung des Ennskanals in die Donau. Die Gemeindefläche beträgt 28 km², 28,92 % davon sind bewaldet. Die N-O Grenze des Gemeindegebietes bildet die Donau.

### Gemeindegliederung
Katastralgemeinden und auch gleichnamige Ortschaften sind (in Klammern Einwohnerzahl Stand 1. Jänner 2025):
- Erla (13,76 km², 793 Ew.) samt Breitfeld, Dorf, Engelberg, Klein-Erla, Öttl, Weinberg und Weingarten
- St. Pantaleon (14,56 km², 1914 Ew.) samt Albing, Arthof, Marksee, Pyburg, Stein, Stögen und Wagram

Neben den beiden Ortschaften und den zwei Dörfern Klein Erla und Pyburg gibt es 13 kleinere Ortsteile und mehrere Einzellagen.

### Nachbargemeinden
| Mauthausen (Bezirk Perg, OÖ)         |                                             | Naarn im Machlande (Bezirk Perg, OÖ) |
| Enns (Bezirk Linz-Land, OÖ) Ennsdorf | Kompassrose, die auf Nachbargemeinden zeigt |                                      |
|                                      | St. Valentin                                | Strengberg                           |

## Geschichte
Im Altertum war das Gebiet Teil der Provinz Noricum. Im Ortsteil Albing liegen die Reste eines römischen Legionslagers des späten 2. Jahrhunderts, im Ortsteil Stein stieß man 2017 auf die Mauerzüge eines Kohortenkastells aus dem 1. Jahrhundert. Im Ortsteil Ziegelfeld wurde in den 1960er Jahren ein römischer Ziegelbrennofen ausgegraben. Schon in früheren Jahren wurden an der Erla antike Ziegel gefunden. Der Flurname „Ziegelfeld“, geht auf diese Funde zurück.
St. Pantaleon hieß um 1200 bis nach 1400 Zwieselkirchen und war Sitz einer Herrschaft, während Erla spätestens seit dem 12. Jahrhundert Sitz eines Benediktinerinnenklosters war, das im Jahr 1583 zugunsten des Königinklosters in Wien aufgelöst wurde, das wiederum bis zum Jahresbeginn 1782 bestand. 
Am 1. Jänner 1971 vereinigten sich die beiden 1850 entstandenen politischen Gemeinden St. Pantaleon und Erla freiwillig zur Gemeinde „St. Pantaleon-Erla“.

### Konflikt um geplantes Kernkraftwerk
In der Gemeinde sollte in den 1970er Jahren ein Kernkraftwerk (KKW Stein) errichtet werden, welches aber nicht über die Planungsphase hinauskam. Bald nach dem Beschluss zum Bau des ersten österreichischen AKWs Zwentendorf forderten die Landeselektrizitätsgesellschaften NEWAG und STEWAG 1973 den Bau einer zweiten Anlage an der Enns-Mündung bei St. Pantaleon-Erla. Das KKW sollte mit einer Leistung von 1.300 MW eines der weltweit größten werden und ein neues Industriegebiet Linz-Enns-Perg und ca. 70.000 Arbeitsplätze mit Elektrizität zu versorgen. Mit dem Bau sollte 1975 begonnen werden, die Inbetriebnahme war für 1985 vorgesehen. Die Betreibergesellschaft „Gemeinschaftskraftwerk Stein GmbH“ erwarb Baugrund in St. Pantaleon-Erla, ließ Höfe im benachbarten Dorf Stein abreißen und versuchte Gemeinderäte für das Projekt „Neues Industrieland an der Ennsmündung“ zu gewinnen.
Die Bevölkerung lehnte das Projekt mehrheitlich ab. Hunderte von Atomkraftgegnern, insbesondere Mitglieder einer lokalen Bürgerinitiative, demonstrierten am 15. Dezember 1974 gegen die Errichtung der Anlage. An einem 73 Meter hohen Mast auf dem Baugelände schnitten Unbekannte zwei von acht Stahlseilen durch, die den Mast hielten.
Die Planungen für das KKW Stein fanden ein Ende, als sich am 5. November 1978 bei einer Volksabstimmung über die Inbetriebnahme des Kernkraftwerkes Zwentendorf eine knappe Mehrheit von 50,5 % dagegen aussprach. Besonders groß war die Ablehnung in St. Pantaleon-Erla mit rund 90 %. Mit Sprechchören „Atomkraftwerk Stein – nein, nein, nein!“ feierte die Bevölkerung den Ausgang der Volksabstimmung."
2006 verkaufte die „Gemeinschaftskraftwerk Stein GmbH“ mit Sitz in Steyr das einst als Baustellengelände abgepflockte Areal wieder als Grünland an die Bauern.

### Gemeindename
St. Pantaleon: Im Jahr 1423 findet man urkundlich mit Sant Pentlian den ersten Beleg einer Besiedlung. Eine weitere Quelle nennt den Ort 1458 Sand Pantholeen. Der Begriff leitet sich ab vom Patron der hier errichteten Kirche, dem heiligen Pantaleon. 
Erla: Der Name ist ursprünglich ein Gewässername mit der Bedeutung „beim Fluss, dessen Ufer mit Erlen bewachsen ist“. Erstmals erwähnt wird der Ort in den Jahren 1090/1104 als „de Herlaha“.

### Einwohnerentwicklung
| St. Pantaleon-Erla: Einwohnerzahlen von 1869 bis 2025 | St. Pantaleon-Erla: Einwohnerzahlen von 1869 bis 2025 | St. Pantaleon-Erla: Einwohnerzahlen von 1869 bis 2025 | St. Pantaleon-Erla: Einwohnerzahlen von 1869 bis 2025 | St. Pantaleon-Erla: Einwohnerzahlen von 1869 bis 2025 |
| ----------------------------------------------------- | ----------------------------------------------------- | ----------------------------------------------------- | ----------------------------------------------------- | ----------------------------------------------------- |
| Jahr                                                  |                                                       |                                                       |                                                       | Einwohner                                             |
| 1869                                                  | 1869                                                  |                                                       | 1.475                                                 | 1.475                                                 |
| 1880                                                  | 1880                                                  |                                                       | 1.509                                                 | 1.509                                                 |
| 1890                                                  | 1890                                                  |                                                       | 1.416                                                 | 1.416                                                 |
| 1900                                                  | 1900                                                  |                                                       | 1.472                                                 | 1.472                                                 |
| 1910                                                  | 1910                                                  |                                                       | 1.512                                                 | 1.512                                                 |
| 1923                                                  | 1923                                                  |                                                       | 1.592                                                 | 1.592                                                 |
| 1934                                                  | 1934                                                  |                                                       | 1.767                                                 | 1.767                                                 |
| 1939                                                  | 1939                                                  |                                                       | 1.787                                                 | 1.787                                                 |
| 1951                                                  | 1951                                                  |                                                       | 1.785                                                 | 1.785                                                 |
| 1961                                                  | 1961                                                  |                                                       | 1.720                                                 | 1.720                                                 |
| 1971                                                  | 1971                                                  |                                                       | 1.949                                                 | 1.949                                                 |
| 1981                                                  | 1981                                                  |                                                       | 1.997                                                 | 1.997                                                 |
| 1991                                                  | 1991                                                  |                                                       | 2.208                                                 | 2.208                                                 |
| 2001                                                  | 2001                                                  |                                                       | 2.465                                                 | 2.465                                                 |
| 2011                                                  | 2011                                                  |                                                       | 2.537                                                 | 2.537                                                 |
| 2021                                                  | 2021                                                  |                                                       | 2.643                                                 | 2.643                                                 |
| 2025                                                  | 2025                                                  |                                                       | 2.707                                                 | 2.707                                                 |
| Quelle(n): Statistik Austria, Gebietsstand 1.1.2021   |                                                       |                                                       |                                                       |                                                       |

## Kultur und Sehenswürdigkeiten

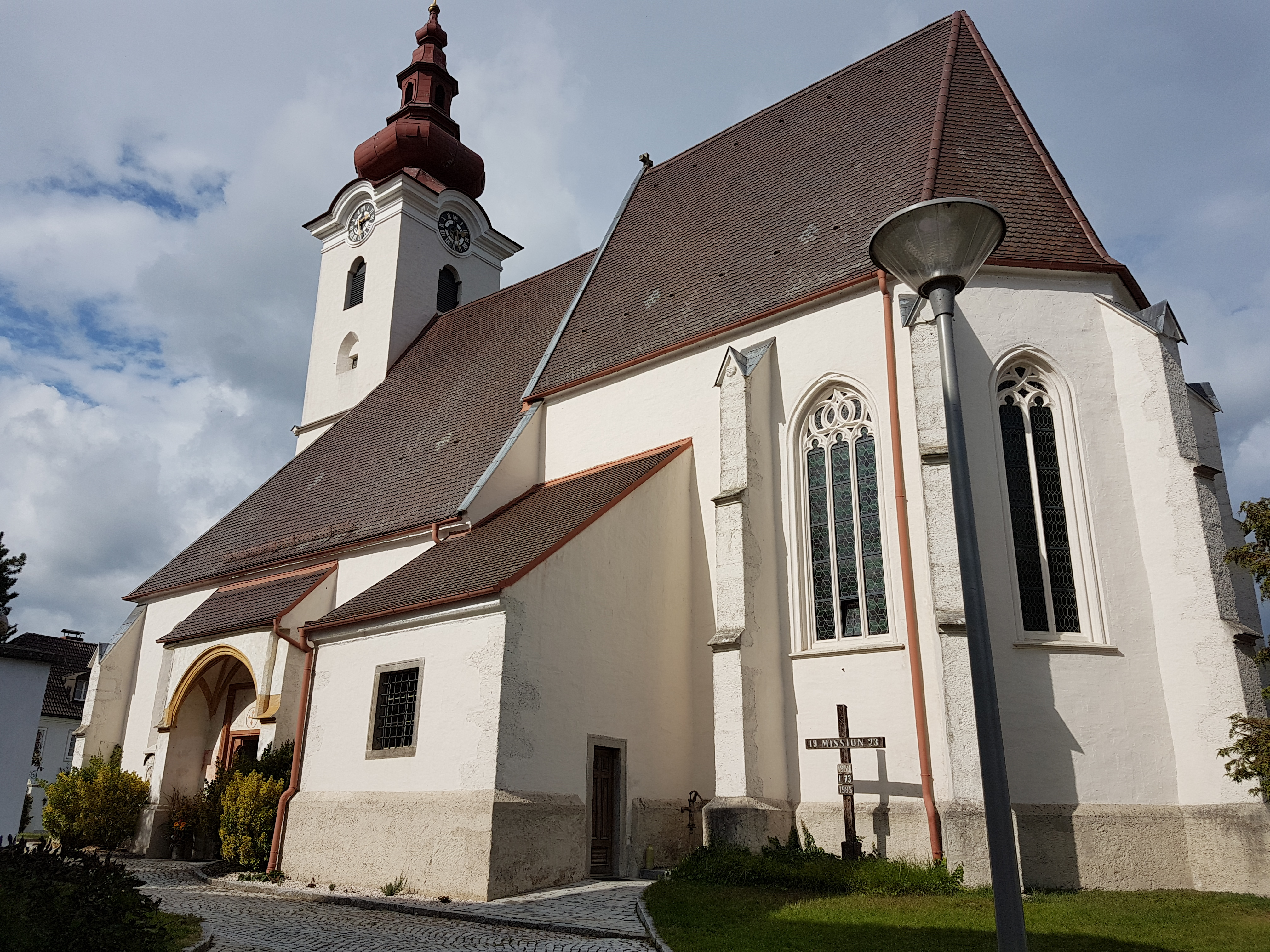
Pfarrkirche St. Pantaleon in Niederösterreich

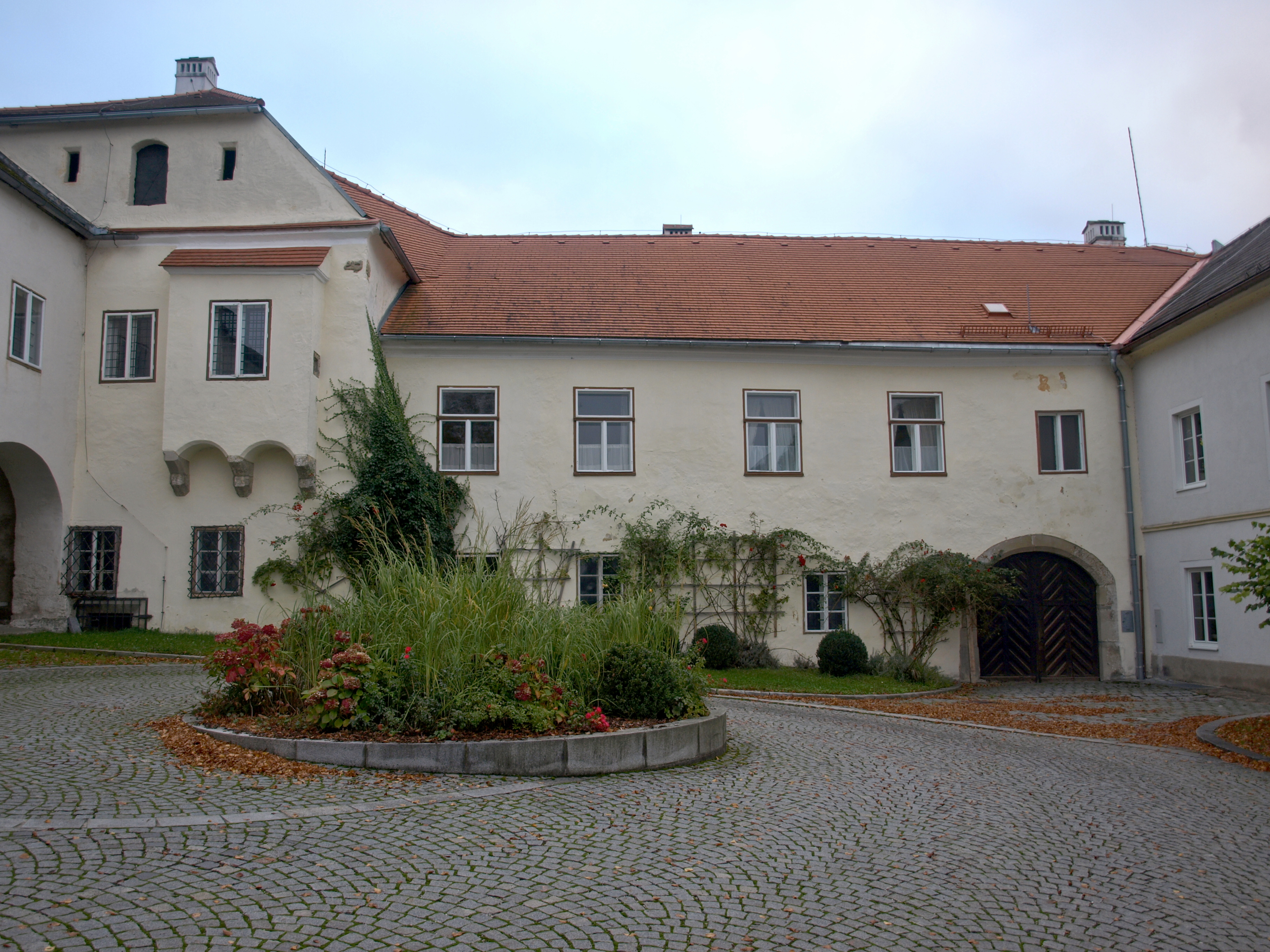
Schloss Erla

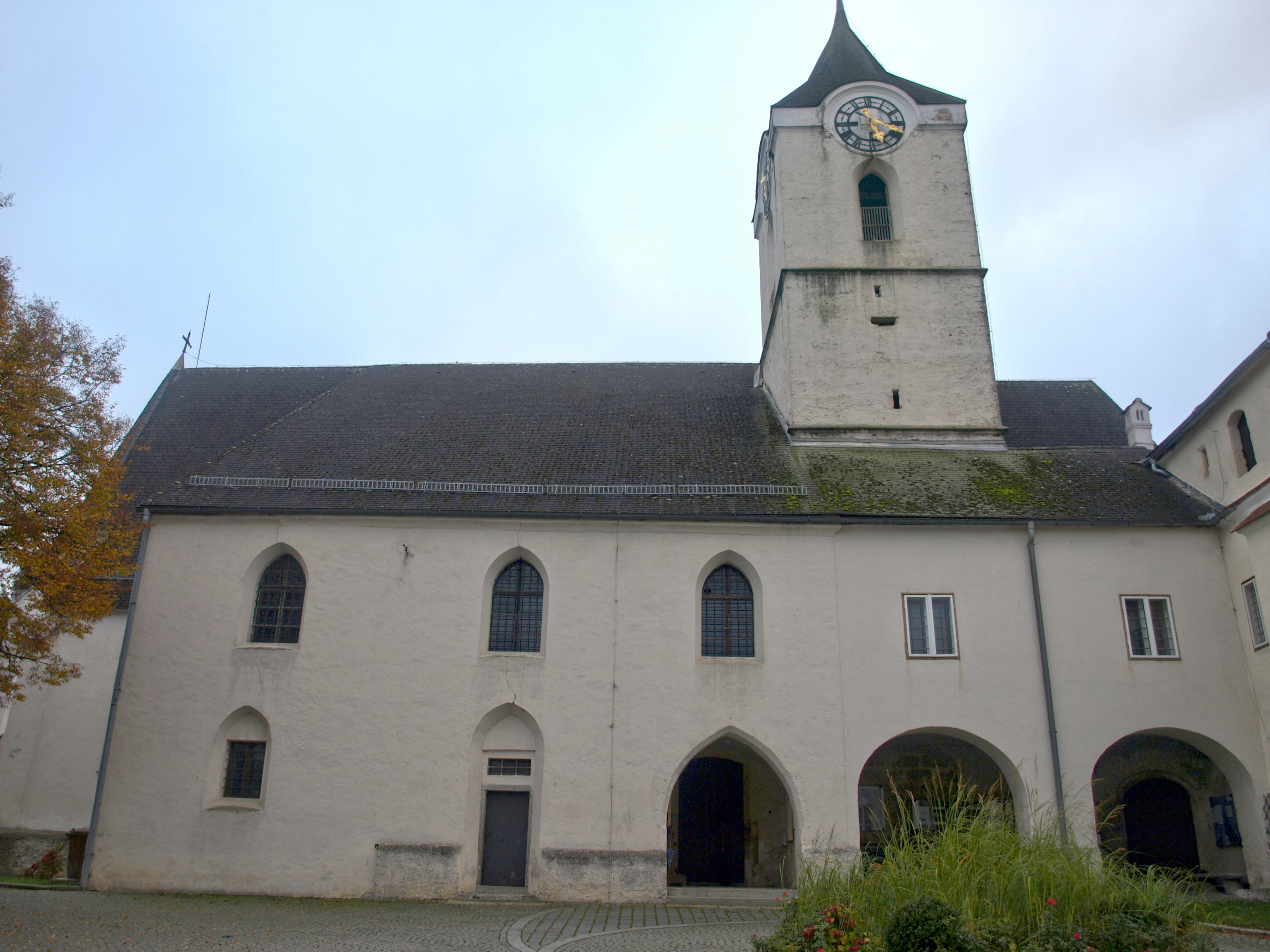
Pfarrkirche Erla

- Pfarrkirche St. Pantaleon in Niederösterreich mit Krypta aus dem 12. Jahrhundert
- Schloss Erla (ehemaliges Kloster, ältestes Frauenkloster Niederösterreichs)
- Pfarrkirche Erla (ehemalige Klosterkirche, erbaut 1121 bis 1138)

## Wirtschaft und Infrastruktur
Nichtlandwirtschaftliche Arbeitsstätten gab es im Jahr 2001 68, land- und forstwirtschaftliche Betriebe nach der Erhebung 1999 84. Die Zahl der Erwerbstätigen am Wohnort betrug nach der Volkszählung 2001 1.185 Oersonen.
In St. Pantaleon sollte nach dem Kernkraftwerk Zwentendorf das zweite Kernkraftwerk in Österreich errichtet werden. (siehe Konflikt um geplantes Kernkraftwerk). Dieses Kraftwerk war als Wegbereiter eines „Ruhrgebiets an der Enns“ geplant. Eine Raffinerie, ein Acrylwerk und andere Industrien sollten folgen. Spätestens mit dem Beschluss des „Atomsperrgesetzes“ 1999 konnten diese Pläne nicht mehr realisiert werden.

### Öffentliche Einrichtungen
In der Gemeinde befindet sich eine Volksschule.

### Vereine
- Musikverein Erla
- Musikverein St. Pantaleon
- Schuhplattler u. Trachtenverein
- Dorfgemeinschaft Erla
- Das Feuerwehrwesen besteht aus den zwei Freiwilligen Feuerwehren Erla und St. Pantaleon mit insgesamt etwa 180 Mitgliedern. Beide Feuerwehren sind gemeinsam mit der Freiwilligen Feuerwehr Ennsdorf zum Unterabschnitt Ennsdorf / St. Pantaleon zusammengefasst.[10]
- Fußballverein SC St. Pantaleon-Erla
- Stock-Sport Verein SC St. Pantaleon-Erla

## Politik

### Gemeinderat
Der Gemeinderat hat 21 Mitglieder.
- Nach den Gemeinderatswahlen in Niederösterreich 1990 hatte der Gemeinderat folgende Verteilung: 14 SPÖ und 7 ÖVP.
- Nach den Gemeinderatswahlen in Niederösterreich 1995 hatte der Gemeinderat folgende Verteilung: 14 SPÖ, 6 ÖVP und 1 FPÖ.[11]
- Nach den Gemeinderatswahlen in Niederösterreich 2000 hatte der Gemeinderat folgende Verteilung: 14 SPÖ, 6 ÖVP und 1 FPÖ.[12]
- Nach den Gemeinderatswahlen in Niederösterreich 2005 hatte der Gemeinderat folgende Verteilung: 12 SPÖ und 9 ÖVP.[13]
- Nach den Gemeinderatswahlen in Niederösterreich 2010 hatte der Gemeinderat folgende Verteilung: 11 SPÖ, 9 ÖVP und 1 FPÖ.[14]
- Nach den Gemeinderatswahlen in Niederösterreich 2015 hatte der Gemeinderat folgende Verteilung: 10 SPÖ, 9 ÖVP und 2 FPÖ.[15]
- Nach den Gemeinderatswahlen in Niederösterreich 2020 hat der Gemeinderat folgende Verteilung: 11 ÖVP, 7 SPÖ, 2 BED (Bürgerliste Enns-Donauwinkel), 1 FPÖ. [16]
- Nach den Gemeinderatswahlen in Niederösterreich 2025 hat der Gemeinderat folgende Verteilung: 15 ÖVP, 4 SPÖ und 2 FPÖ.[17]

### Bürgermeister
- bis 2015 Rudolf Bscheid (SPÖ)
- 2015–2022 Rudolf Divinzenz (ÖVP)
- seit 2022 Roman Kosta (ÖVP)

### Wappen
In einem silbernen Schild, der von einem, eine rote Mauer zeigenden, mit der goldenen römischen Zahl II belegten Schildeshaupt bekrönt wird, über zwei blauen Wellenbalken im Schildesfuß ein von zwei sich kreuzenden goldenen Ähren begleiteter aufrechter blauer Hammer mit goldenem Stiel.

### Gemeindepartnerschaften
- Sillé-le-Guillaume: Die Beziehungen des Musikvereins Erla mit Sillé-le-Guillaume, nahe Le Mans, Frankreich, mündete 1990 in eine offizielle Partnerschaft der beiden Gemeinden St. Pantaleon-Erla und Sillé-le-Guillaume.[19]

## Persönlichkeiten
- Wolfger von Erla (1140–1218), wurde im Jahre 1191 zum Passauer Bischof berufen. Einflussreicher Mann, wirkte u. a. an der Konfliktlösung mit Richard I. Löwenherz mit, Förderer vom Minnesänger Walther von der Vogelweide
- Joseph Redlhamer (1713–1761), Jesuit, römisch-katholischer Theologe, Philosoph und Hochschullehrer
- Josef Leeb (1921–2005), geboren in Erla, österreichischer Kapellmeister, Gründer des Niederösterreichischen Blasmusikverbandes (NÖBV) und des Österreichischen Blasmusikverbandes (ÖBV). 1. Präsident des ÖBV.